# Haszan Kaslúl
Haszan Kaslúl (arabul: حسان كشلول); Agadir, 1973. február 19. –) marokkói válogatott labdarúgó.

## Pályafutása

### Klubcsapatban
Agadirban született, de Belleville-ben nevelkedett Franciaországban. Pályafutása során francia és brit klubcsapatokban szerepelt. 1992 és 1995 között a Nîmes Olympique, 1995 és 1998 között a Metz játékosa volt, de kétszer is kölcsönadták, előbb az USL Dunkerque (1996–97), majd a Saint-Étienne (1997–98) csapatának. 1998 és 2001 között a Southampton, 2001 és 2003 között az Aston Villa csapatában játszott. A 2003–04-es szezonban a Wolverhamptonhoz került kölcsönbe. 2005-ben a Livingston együttesénél fejezte be a pályafutását. 

### A válogatottban
1994 és 2002 között 12 alkalommal játszott a marokkói válogatottban. Részt vett az 1994-es világbajnokságon, de nem lépett pályára egyetlen mérkőzésen sem. Tagja volt a 2000-es afrikai nemzetek kupáján szereplő válogatott keretének is.

## Sikerei, díjai
Aston Villa
- Intertotó-kupa (1): 2001